# Пуанти

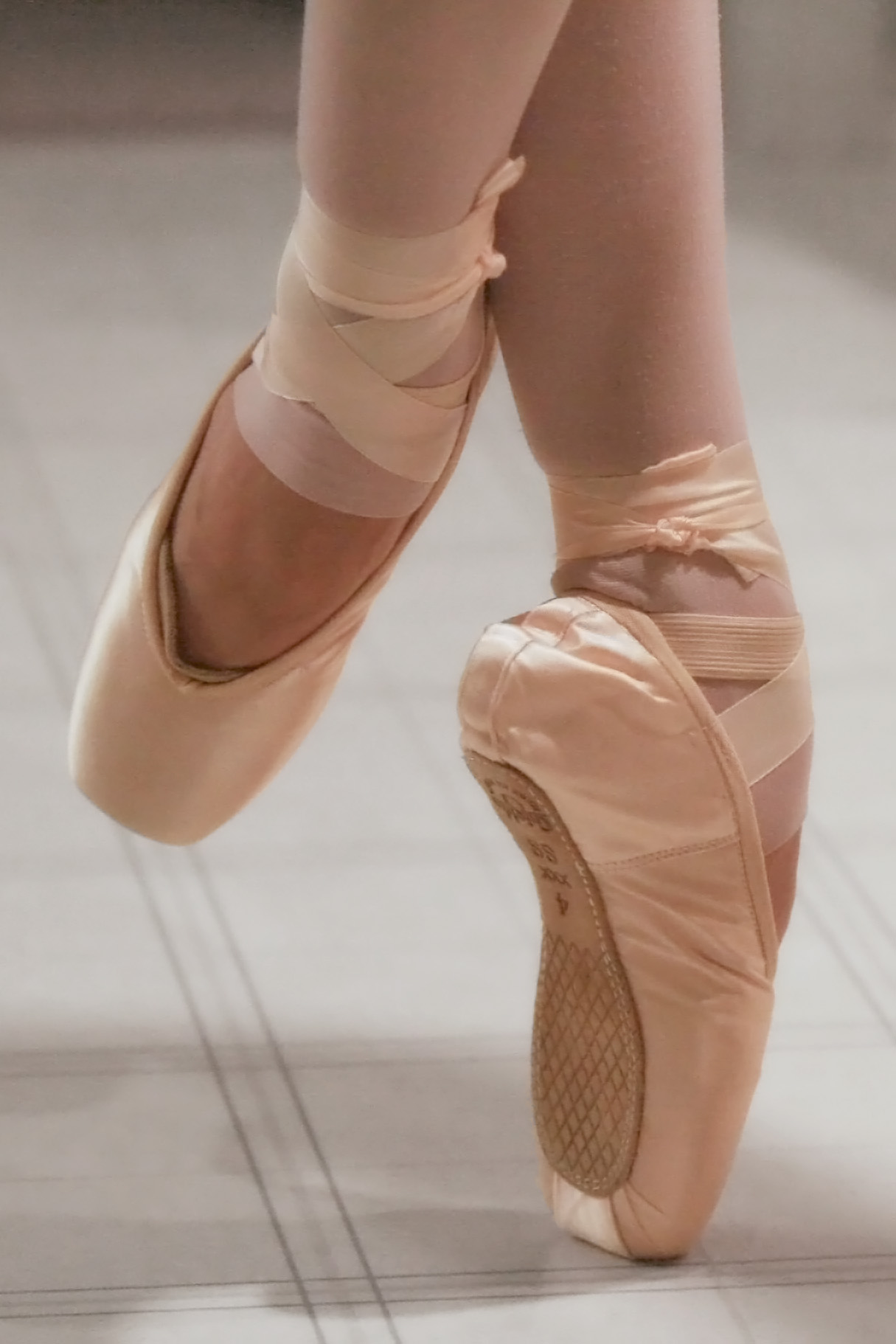
Ноги балерини, взуті у пуанти

Пуанти (від фр. la pointe — кінчик, вістря ) — взуття, яке використовується при виконанні жіночого класичного танцю.
Французька фраза «Les pointes des pieds» перекладається як  — кінчики пальців ніг. Назва цього балетного взуття походить від французького виразу «Danser sur les pointes», що означає  — танцювати на кінчиках пальців. Згодом назва позиції перейшла на балетне взуття.

## Історія

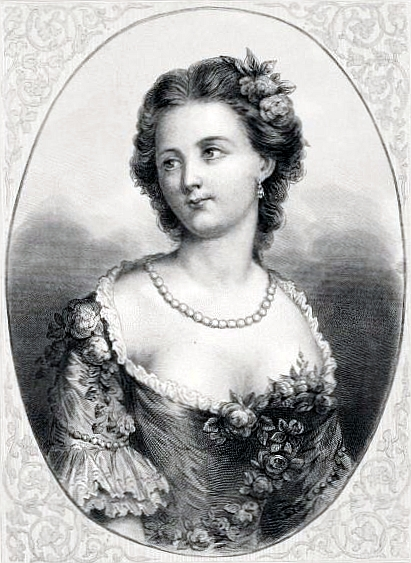
Марі-Анн де Камарґо

До XVIII століття балетні туфлі були на підборах. Впродовж розвитку класичного танцю, все більше значення отримує техніка, так як балерини вкорочують спідниці щоб полегшити рух і показати ноги, які виконують все більш складні Па.
У 30-х XVIII століття балерина Паризької Опери, Марі-Анн де Камарґо першою почала танцювати без підборів, що дозволило їй робити стрибки, які зі звичними туфлями того часу виконувати було б занадто складно. Після Французької революції підбори повністю вийшли з ужитку. З’явилися плоскі туфлі, предки сучасних пуантів були прив’язані до ніг стрічками і мали згин під пальцями ніг щоб дозволити танцівникам краще стрибати і робити піруети.
Перші танцівники які встали на пальці, зробили це за допомогою винаходу Шарля Дідло. Його механізм «machine volante» —  «летюча машина», піднімала їх за допомогою маловидимих тросів, дозволяючи стояти на кінчиках пальців ніг, перед тим як відірватися від підлоги. Вперше такий механізм він використав у балеті-дивертисменті «Флора і Зефір» (7 червня 1796) (постановка Шарля Дідло)  у Лондонському Королівському театрі. Легкість та повітряність спектаклю сподобалась глядачам. У 1815 він поставив балет «Зефір і Флора» в Парижі, на сцені Королівської академії музики. «Ми дізнаємося з газет, що мадемуазель Ґослен на коротку мить стояла на пальцях, sur les pointes des pieds —  досі небачена річ».
Перший танець на пуантах приписують балерині Марії Тальоні, хоча це не зовсім точно. Однак достеменно відомо, що в 1832 вона справила фурор у світі балету, оскільки протанцювала весь спектакль «Сильфіда» (поставлений її батьком Філіппо Тальоні) на пуантах. Слід відмітити як В. Красовська описувала її майстерність : «Марія Тальоні виконувала адажіо з непохитною стійкістю і без підтримки партнера. Вона значно вдосконалила технічні прийоми танцю на пальцях. Проте все це було для Філіпа Тальйоні та його дочки не самоціллю, а художньою необхідністю». Її легкість, грація та повітряність зачарувала глядачів і принесла їй блискучу кар’єру. Саме пуанти сформували нову пластику жіночого балету.
В московському театральному музеї імені Олексія Бахрушина зберігаються пуанти Марії Тальоні. Її пуанти були виготовлені з тонкої лайкової шкіри. Верх зроблений з темно-сірого шовку. Туфлі мали м’який носок без прокладки. Історик Любов Блок відмічала, що перші пуанти які носили в той час, не мали структури і міцності сучасних. «Не тільки в часи Адіса і Тальоні, але ще навіть покоління Вазем і Соколової  танцювали в прямому сенсі, без всяких підкладок і прошарок.»
У кінці XIX століття італійські балерини такі як П’єріна Лень'яні, почали носили взуття з міцною платформою. Це давало їм більшу стабільність. Також з'явилася "коробочка" ( або "стакан" чи "п'ятак") (внутрішня частина пуанту на яку опираються пальці ніг), зроблена із декількох шарів тканини і більш тверда підошва.
Створення сучасних пуантів асоціюється з балериною Анною Павловою. У 1910 на гастролях в Америці вона використовувала пуанти виготовлені шевцем Метрополітен Опери, Сальваторе Капеціо. Завдяки цьому Capezio - перший у світі бренд із виготовлення пуантів отримав широке розповсюдження.

## Навантаження на стопу
Стопи і пальці балерини під час виконання танцю витримують дуже сильні навантаження. 
- При виконанні стрибку Гранд жете (Grand jeté), у фазі приземлення ударне перевантаження може сягати 16g [13]

- На пуантах площа опори (пальці ніг балерини), складає приблизно 2 кв/см, а вага балерини дорівнює приблизно 50 кг.  Обчислювання за формулою показує, що під час танцю на пуантах балерина давить на підлогу із силою 2500 кПа.
(50 кг × 10 м/с^2)/(0,0002 м^2 ) = 2 500 000 Па = 2500кПа [13]. Надзвичайно високий показник. До порівняння, тиск на підлогу ступні у взутті дорівнює приблизно 20кПа[14].

## Виготовлення
Пуанти в наш час виготовляються з атласу. Жорсткий носок виходить за рахунок використання спеціального крохмального клею, яким просочують всі внутрішні шари носка. Після сушки (24 години) пуантів носок стає твердим. Конструкція пуантів сприяє досягненню стійкості носка опорної ноги в позах класичного танцю.
Залежно від інтенсивності танцю і просто з плином часу тверді носки туфель розм'якшуються. За один спектакль балерина може змінити кілька пар пуантів.

## Фірми які виготовляють пуанти
- Gaynor Minden, Inc.
- Freed of London
- R-class
- Capezio
- Merlet
- Repetto
- Bloch
- Wear Me
- Grishko
- Sansha

## Аксесуари
Під час танцю на пуантах, балерини часто вставляють між пальцями ніг гелеву перегородку різної форми і розміру. Вона служить для регулювання відстані між великим і другим пальцем, та дозволяє зменшити навантаження на медіальний плюснефаланговий суглоб. Це запобігає розвитку вальгусної деформації.
Гелеві вкладиші для пуант  - це чохли, які ізолюють, захищають пальці ніг та запобігають надмірному тертю та подразненню шкіри. Як правило, вони виготовлені з тонких, покритих тканиною гелевих листів.